# Zentrum elektronische Medien
Das Zentrum elektronische Medien ist eine Behörde im Eidgenössischen Departement für Verteidigung, Bevölkerungsschutz und Sport und Sitz in Bern.
Die Behörde wurde 1939 als Armeefilmdienst gegründet, um der Truppe audiovisuelle Medien (Filme und Tonbildschauen) zur Verfügung zu stellen.

## Auszeichnungen
- «Touch the Limits» im Auftrag von SPHAIR: «Best of Festival»-Award des US International Film & Video Festivals 2016 sowie Gold Camera in der Kategorie «Education»